# Khatam
Khātam (Persa: خاتم) é uma antiga técnica persa de marchetaria em que as figuras artísticas são formadas por delicadas peças de madeira, osso e metal cortados em padrões geométricos precisos e intrincados, para revestir superfícies de principalmente de madeira. Khatam-kari (Persa: خاتم‌کاری‎‎) e khatam-bandi (Persa: خاتم‌بندی‎‎) referem-se à arte de elaborar um khatam.

## Design and construção
O design de artigos embutidos é altamente elaborado. Às vezes, há mais de 400 peças por polegada quadrada em um trabalho de qualidade média. Em cada centímetro cúbico do trabalho embutido, são colocadas aproximadamente até 250 peças de metal, osso, marfim e diferentes tipos de madeira lado a lado, colados em estágios, alisados, oleados e polidos. Artigos de marchetaria possuíam um significado especial na Dinastia safávida à medida que os artistas criaram suas preciosas obras de arte. Os tipo de madeira utilizados para esses trabalhos incluíam Piper betle, noz, cipreste e pinheiro. Geralmente essa técnica era utilizada para decorar a superfície de portas, janelas, molduras de espelhos, caixas para guardar o Alcorão, caixas enfeitadas, canetas, lanternas e santuários.

## Exemplos
A ornamentação das portas de lugares sagrados consiste predominantemente em motivos incrustados. Exemplos dessa prática podem ser observados nas cidades de Mashhad, Qom, Xiraz e Rey. Durante a dinastia safávida, a arte de marchetaria floresceu nas cidades do sul do Irã, especialmente em Ispaã, Xiraz e Carmânia. Os quartos decorados com esses padrões no Palácio Sa'dābād e no Palácio de Mármore em Teerã estão entre os lugares decorados com esse tipo de ornamento. 

## Status atual
A Khatam é praticada em Isfahan, Shiraz e Teerã. A arte da madeira encrustada e sudorífica é realizada nas oficinas da Cultural Heritage, Handicrafts and Tourism Organization of Iran, além de oficinas privadas. 
Bagher Hakim-Elahi (باقرحكيمالهى) foi um mestre desta arte e aprendeu a técnica do Mestre Sanee Khatam em Shiraz. Mais tarde, mudou-se para Teerã e continuou a fazer peças com Khatam, atualmente em museus no Irã. Ele também ensinou a arte ao irmão mais novo, Asadolah Hakim-Elahi (اسدالله حكيمالهى). Ambos já falecidos.